# Simen Andreas Sveen
Simen Andreas Sveen (* 7. Oktober 1988) ist ein ehemaliger norwegischer Skilangläufer.

## Werdegang
Sveen nahm von 2007 bis 2020 vorwiegend am Scandinavian Cup teil. Sein erstes Weltcuprennen lief er im März 2010 in Oslo, welches er mit dem 31. Platz im 50-km-Massenstart beendete. Im März 2013 holte er in Oslo mit dem 22. Rang seine ersten Weltcuppunkte. Sein bisher bestes Weltcuprennen machte er im Dezember 2013 in Davos mit dem fünften Platz über 30 km Freistil. Im Scandinavian Cup kam er in der Saison 2013/14 einmal auf den dritten und einmal auf den zweiten Platz und belegte zum Saison den 15. Platz in der Gesamtwertung. Bei den norwegischen Meisterschaften 2014 gewann er Bronze über 15 km klassisch und Bronze im 50-km-Massenstartrennen. In der Saison 2014/15 errang er den 35. Platz bei der Nordic Opening in Lillehammer und den 13. Platz bei der Tour de Ski 2015. Dabei erreichte er bei der Abschlussetappe im Val di Fiemme mit der viertschnellsten Zeit seine beste Platzierung im Weltcupeinzel. Zu Beginn der Saison 2015/16 erreichte er in Lillehammer mit dem zweiten Platz mit der Staffel seine erste Podestplatzierung im Weltcup. Seine beste Saisonplatzierung im Weltcupeinzel war der 13. Platz im Skiathlon in Lillehammer. In der folgenden Saison erreichte er in Davos mit dem vierten Platz über 30 km Freistil erneut seine beste Platzierung im Weltcup. Letztmals im Weltcup startete er im Dezember 2018 in Beitostølen, wobei er den 38. Platz über 30 km Freistil errang.

## Platzierungen im Weltcup

### Weltcup-Statistik
Die Tabelle zeigt die erreichten Platzierungen im Einzelnen.
- 1.–3. Platz: Anzahl der Podiumsplatzierungen
- Top 10: Anzahl der Platzierungen unter den ersten zehn
- Punkteränge: Anzahl der Platzierungen innerhalb der Punkteränge
- Starts: Anzahl gelaufener Rennen in der jeweiligen Disziplin
- Hinweis: Bei den Distanzrennen erfolgt die Einordnung gemäß FIS.

| Platzierung         | Distanzrennen a | Distanzrennen a | Distanzrennen a | Distanzrennen a | Distanzrennen a | Skiathlon Verfolgung | Sprint | Etappen- rennen b | Gesamt | Team   | Team    |
| Platzierung         | ≤ 5 km          | ≤ 10 km         | ≤ 15 km         | ≤ 30 km         | > 30 km         | Skiathlon Verfolgung | Sprint | Etappen- rennen b | Gesamt | Sprint | Staffel |
| ------------------- | --------------- | --------------- | --------------- | --------------- | --------------- | -------------------- | ------ | ----------------- | ------ | ------ | ------- |
| 1. Platz            |                 |                 |                 |                 |                 |                      |        |                   |        |        |         |
| 2. Platz            |                 |                 |                 |                 |                 |                      |        |                   |        |        | 1       |
| 3. Platz            |                 |                 |                 |                 |                 |                      |        |                   |        |        |         |
| Top 10              |                 |                 |                 | 2               |                 |                      |        |                   | 2      |        | 1       |
| Punkteränge         | 1               |                 | 6               | 2               | 3               | 1                    |        | 1                 | 14     |        | 1       |
| Starts              | 1               | 2               | 7               | 4               | 5               | 7                    | 2      | 2                 | 30     |        | 1       |
| Stand: Karriereende |                 |                 |                 |                 |                 |                      |        |                   |        |        |         |

### Weltcup-Gesamtplatzierungen
| Saison  | Gesamt | Gesamt | Distanz | Distanz |
| Saison  | Punkte | Platz  | Punkte  | Platz   |
| ------- | ------ | ------ | ------- | ------- |
| 2012/13 | 21     | 117.   | 21      | 74.     |
| 2013/14 | 69     | 77.    | 69      | 45.     |
| 2014/15 | 239    | 29.    | 159     | 27.     |
| 2015/16 | 20     | 107.   | 20      | 64.     |
| 2016/17 | 80     | 71.    | 80      | 43.     |
| 2017/18 | 26     | 97.    | 26      | 65.     |